# Barleria oxyphylla
Barleria oxyphylla är en akantusväxtart som beskrevs av Gustav Lindau. Barleria oxyphylla ingår i släktet Barleria och familjen akantusväxter. Inga underarter finns listade i Catalogue of Life.